# تجمع وادي حمريت (المهرة)

تعديل مصدري - تعديل

تجمع وادي حمريت هو "تجمع بدوي" في  عزلة منعر بمديرية منعر التابعة لمحافظة المهرة، بلغ تعداد سكانها 9 نسمة حسب تعداد اليمن لعام 2004.